# Краснопілля (Березинський район)
Краснопілля (біл. вёска Краснополле) — село в складі Березинського району Мінської області, Білорусь. Село підпорядковане Березинській сільській раді, розташоване в східній частині області.